# Гомольшанские леса
Гомольшанские леса (укр. Гомільшанські ліси) — национальный природный парк, расположенный на территории Чугуевского района Харьковской области (Украина).
Создан 6 сентября 2004 года. Площадь — 14 138,8 гектаров.

## История
Национальный природный парк «Гомольшанские леса» был создан Указом Президента Украины Леонида Кучмы от 6 сентября 2004 года № 1047. Парк размещён в живописном уголке левобережной Украины, в долине рек Северский Донец и Гомольша, на расстоянии 45 км от города Харьков. Общая площадь парка составляет 14138,8 га, из них в постоянном пользовании парка находятся 3377,3 га.
Первые заповедные объекты возникли на территории нынешнего парка ещё во времена Петра I, когда тут была утверждена «Заповедная корабельная роща». Начиная с 1914 года, учёные Харьковского университета, во главе с профессором В. М. Арнольди предлагали придать этой территории заповедный статус, поскольку она представляет собой ценный резерват редких, реликтовых и эндемичных видов растений и животных. Известно, что в начале XX века была заповедана часть векового леса, которая граничит с делянкой, отведённой для Донецкой биологической станции. В 1926 году была объявлена птичьим заповедником часть поймы реки Северский Донец — урочище «Хомутки». С 1932 «Леса Гомольшинской лесной дачи» и пойменный лес «Хомутки» охранялись в качестве памятников природы республиканского значения. В 1972 году было объявлено о создании ландшафтного заказника местного значения «Гомольшанская лесная дача» площадью 9092 га, на базе которого и был создан нынешний природный парк.
Парк был создан с целью сохранения, воспроизведения и рационального использования типичных и уникальных лесостепных природных комплексов долины реки Северский Донец.
По функциональному зонирования территория парка поделена на заповедную зону площадью 1022,4 га, зону регулируемой рекреации — 1380,3 га, стационарной рекреации — 1100,5 га и хозяйственную зону — 10811,6 га.

## Природные условия

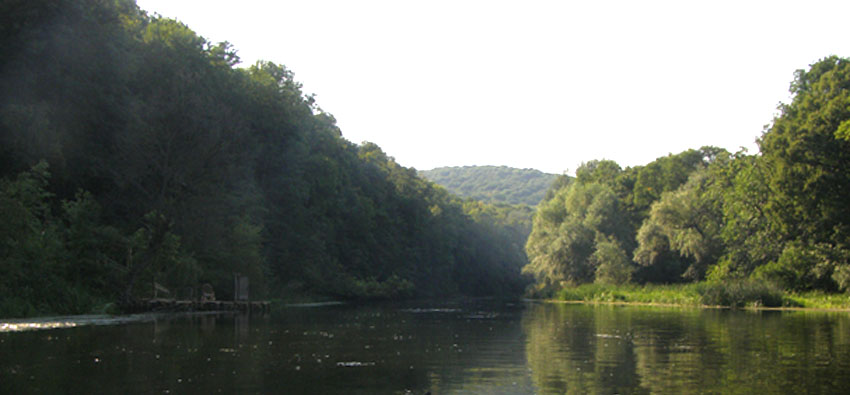
Национальный природный парк «Гомольшанские леса»

Согласно физико-географическому районированию территория парка относится к Харьковской склоново-возвышенной области Среднерусской лесостепной провинции Лесостепной зоны.
Климат в районе парка умеренно-тёплый с переменным увлажнением. Средняя многолетняя температура воздуха составляет +7°С, средняя температура июля +21,5°С, средняя годовая сумма осадков — 511 мм. Продолжительность безморозного периода составляет 155—160 дней. Глубина снежного покрова — 18—20 см, время залегания снежного покрова — около 3 месяцев.
На территории парка есть геологические, геоморфологические и гидрологические памятники природы. На кручах правого берега Северского Донца, в оврагах и балках можно проследить за изменением палеогеографических условий, начиная с эоцена. Здесь можно увидеть эволюцию почвенного покрова и найти окаменелости и отпечатки древней флоры. К геоморфологическим памятникам принадлежит урочище «Провалье», которое представляет собой многоступенчатый оползень, покрытый степной и кустарниковой растительностью, а также оползень на склоне Монастырской горы, высота которой достигает 60 м. Интересными гидрологическим памятниками являются старичные озера и болота. В их числе озеро Белое (длина — 1022 м, наибольшая ширина — 297 м, площадь — 19,6 га), залив Косач (остаток старого русла Северского Донца) и другие.
На территории парка представлен почти весь спектр лесостепных почв. Большинство из них вполне типичны для лесостепной зоны, но на территории парка они имеют особенную ценность, так как залегают под природной растительностью первичного происхождения. То есть это первичный, антропогенной неизменённый или слабоизменённый вариант этих почв. Самыми ценными из них являются серые и темно-серые лесные почвы первичной старовозрастной дубравы на водоразделе. Они представляют собой эталоны этих почв для левобережья Днепра и всей лесостепной зоны Украины.

## Биота

### Флора

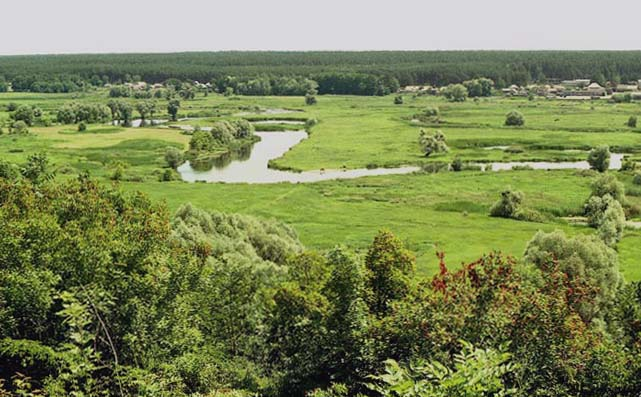

Территория парка лежит на южной границе Левобережной лесостепи, поэтому она отличается значительным флористическим богатством. Всего здесь насчитывается около 1000 видов сосудистых растений. Перечень редких растений составляет 132 вида, из которых 37 видов — это растения нагорных дубрав, 34 — растения боровой террасы, 31 вид встречается на пойменных лугах и 30 степных видов. В Красную книгу Украины и международные «красные списки» внесены: медвежий лук (черемша), секироплодник изящный, который является реликтом ледникового периода, борец противоядный (эндемик бассейна Северского Донца), вороний глаз, любка двулистная, гнездовка настоящая, гроздовник полулунный, тайник яйцевидный, ковыль-волосатик.
На территории парка преобладает лесной тип растительности. На высоком правом берегу реки Северский Донец произрастают широколиственные леса — клёно-ясенево-липовые дубравы. На третьей песчаной террасе левого берега реки преобладают сосновые боры и субори. Для поймы наиболее характерны пойменные леса: вязово-клёновая дубрава, а также распространены тополевники, ивняки и ольшанники. Пойменные и суходольные луга, степная растительность, болота и водная растительность занимают в парке небольшую площадь.
Дубравы национального парка одни из лучших на левобережной Украине. До наших дней сохранилось более 50 га леса возрастом 130—150 лет, встречаются отдельные 200—300-летние дубы и самый старый дуб на Украине, которому почти 600 лет. На старинном Муравском шляху, который когда-то проходил около этой территории, сохранилось около десятка дубов-великанов, возраст которых достигает 350 лет.
Природная растительность парка имеет водорегулирующее, почвозащитное значение, способствует улучшению качества воды и воздуха, смягчает климат. Научное значение природных фитоценозов парка усиливается наличием редких и типичных растительных группировок, занесённых в Зелёную книгу Украины, которых здесь отмечается 9 среди степных и водно-болотных фитоценозов.

### Фауна

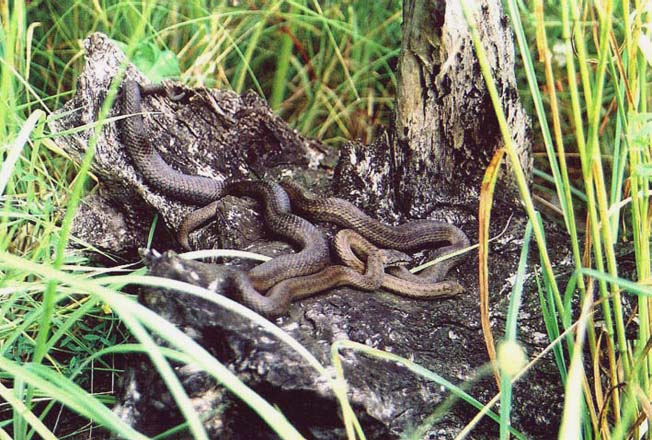

Животное население Гомольшанского национального парка включает разнообразные зоогеографические группы, преимущественно с широкими ареалами. Его ядро образовано представителями неморального лесного комплекса. Тут встречаются также виды средиземноморского происхождения, которые находятся на северной границе своего ареала. В лесах Гомольшанского лесного массива выявлен ряд реликтов атлантического, третичного и ледникового происхождения. На гипновых и сфагновых болотах боровой террасы изолированно встречаются представители северной таежной фауны, а на смежных песчаных стациях обитает ряд псаммофильных и термофильных видов средиземноморского и даже среднеазиатского происхождения — реликтов ксеротермического периода.
Разнообразие биотопов данного природного комплекса способствует развитию разных видов наземных позвоночных животных. Тут встречается около 20 видов земноводных и пресмыкающихся. На песчаных холмах опушки бора обитает редкая разноцветная ящурка — пресмыкающееся, сохранившееся в неизменном виде с доледникового периода.
На территории парка обитает 131 вид птиц, большая часть из которых имеет статус редких для Европы. Встречаются зимородок обыкновенный, золотистая щурка, сизоворонка, иволга. На пойменных лугах встречается коростель — вид, внесённый в Красную книгу Международного союза охраны природы (МСОП), в Европейский красный список и являющийся очень редким в Западной Европе. Гнездятся тут крупные хищные птицы, внесённые в Красную книгу Украины — орёл-могильник, орлан-белохвост, скопа, европейский тювик, змееяд, большой подорлик и орёл-карлик. В кронах деревьев, дуплах и искусственных гнездовьях можно встретить ушастую сову, домового сыча, клинтуха и других. В пойме гнездятся лысухи, камышница, чибис, шилохвость и другие. Над плесами летают речные крачки, чайки, много береговых ласточек, которые делают норы в крутых берегах Северского Донца. Тут встречается серая и рыжая цапли, серый журавль. В заливе Косач обитает много видов водоплавающих птиц. В этих местах обычно держатся кряквы, малая выпь. Именно здесь размещена колония серой цапли — в разные годы тут насчитывается до 100 гнезд этой птицы.
На территории обитает ряд редких и исчезающих видов животных, внесённых в международные «красные» списки и Красную книгу Украины. Тут встречается европейская норка, речная выдра, барсук, горностай. Встречается 10 видов рукокрылых: малая вечерница, прудовая ночница, гигантская вечерница, рыжая вечерница, бурый ушан и др.
Среди рыб парка встречаются или отмечались в прошлом следующие редкие виды: елец Данилевского, вырезуб, стерлядь. На территории парка отмечено 40 видов насекомых, внесённых в Красную книгу Украины: священный скарабей, дозорщик-император, усач мускусный, жук-олень, медведица Гера, голубая орденская лента, капюшонница серебристая, бражник мёртвая голова, бражник дубовый, шмель армянский, рофитоидес серый и др.

## Историческое значение
На территории национального природного парка «Гомольшанские леса» резмещены десятки археологических памятников (два из них: Великогомольшанское городище и Сухогомольшанское городище имеют европейское значение), найдены городища, курганы-могильники и другие памятники культуры разных археологических эпох — от неолита (VI—III тыс. до н. е.) до эпохи Киевской Руси.
Большую историческую ценность имеет Великигомольшанское городище, обнесённое земляным валом с курганным могильником (более тысячи курганов и других памятников скифского времени (VI—III в. до н. е.) и Сухогомольшанский археологический комплекс с средневековыми оборонными стенами, жилищами, похоронными сооружениями VIII—X вв., остатки которых сохранились до нашего времени.
Между сёлами Коропово и Гайдары размещено каменное городище «Коропово». С трёх сторон оно обнесено рвами и валами с остатками каменных стен. Проведенные раскопки показали, что оно двухслойное, нижний слой относится к скифскому периоду, а верхний — к роменской культуре VIII—X вв.
До сегодняшнего дня сохранились также и остатки Свято-Николаевского монастыря, основанного в 1648 году запорожскими казаками, который был последним очагом свободолюбивого казачества на Украине.

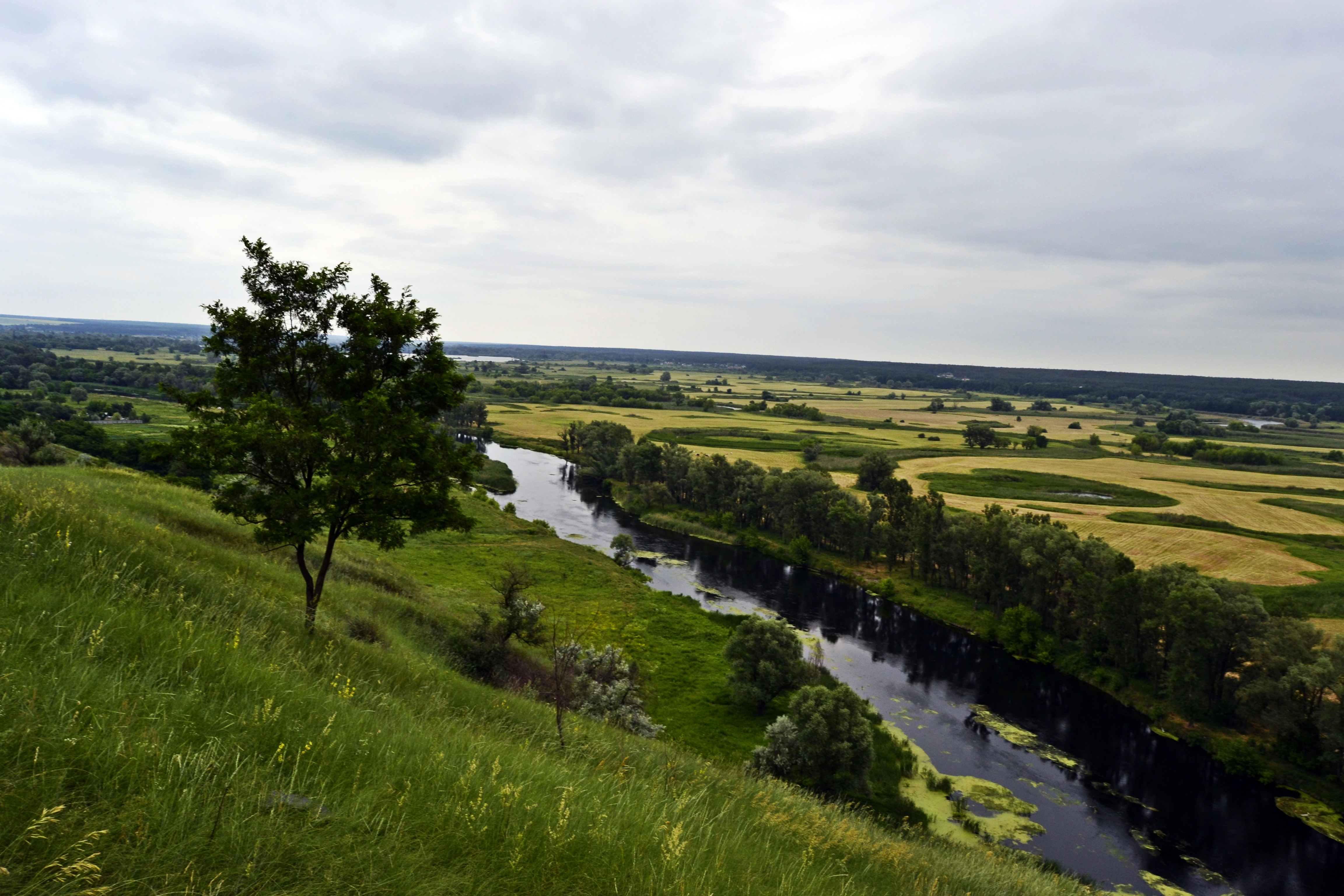
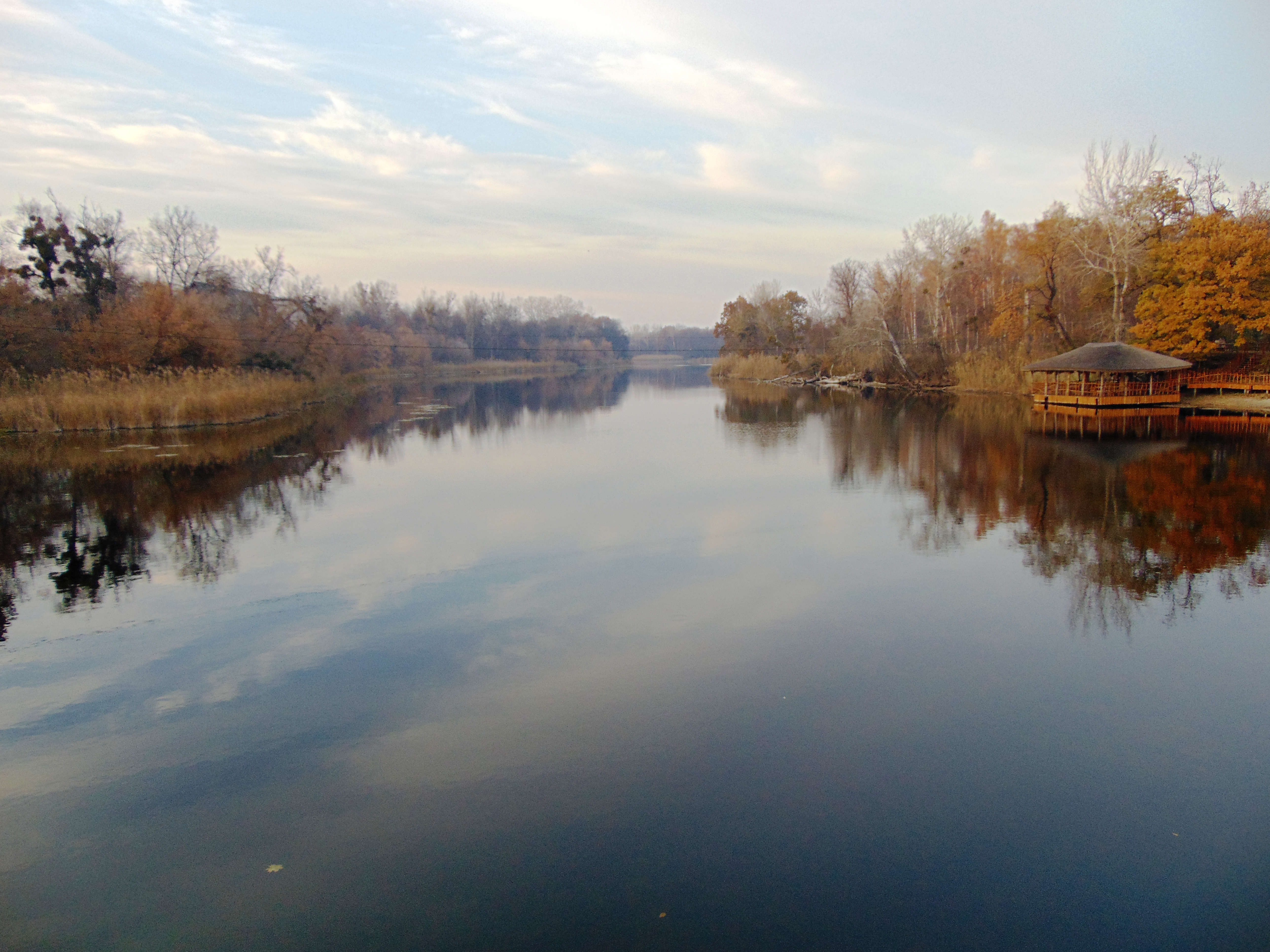
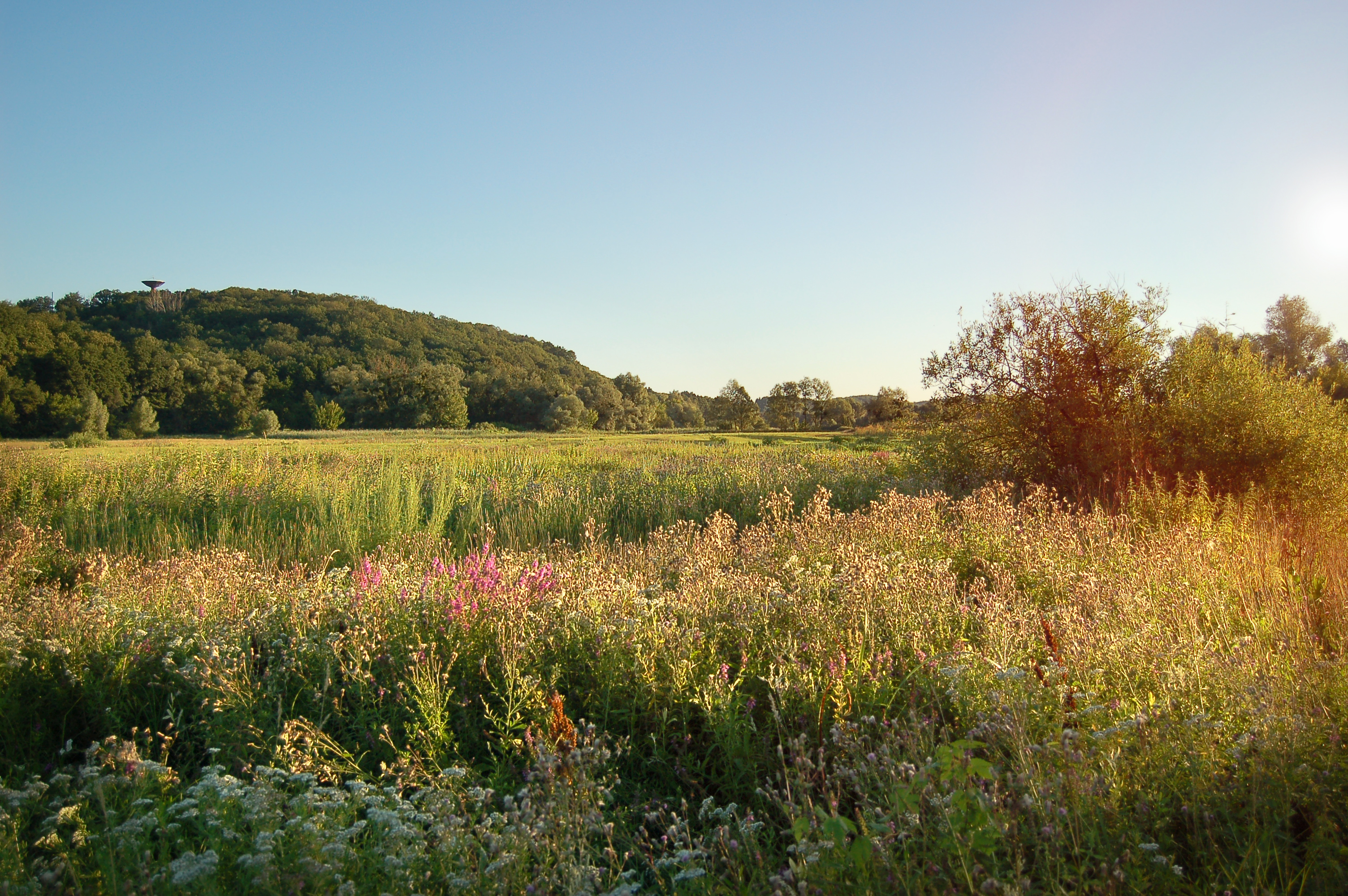
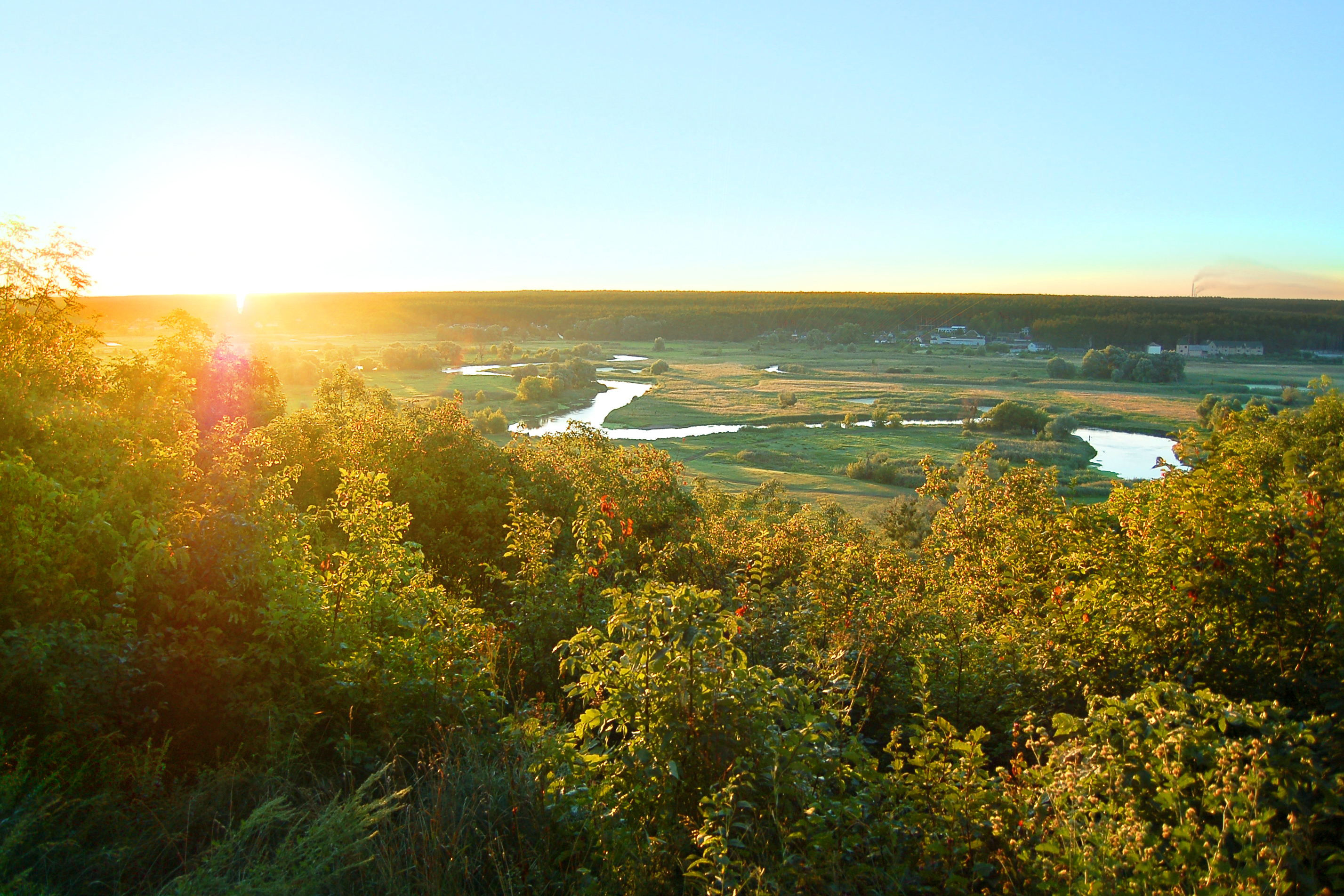

## Рекреационное значение
Гармоничное сочетание природного ландшафта и культурно-исторических памятников с лечебно-климатическими условиями обуславливают высокий рекреационный потенциал парка и создают возможности для отдыха и экотуризма. В Национальном природном парке «Гомольшанские леса» имеются пешеходные и краеведческие маршруты: «Северскодонецкие крутосклоны», «Дубовый Гай», «Казачья Гора».

### Видеоматериалы о парке
- Первая серия. Архивировано из оригинала 4 мая 2010 года.
- Вторая серия. Архивировано из оригинала 4 мая 2010 года.
- Ролик о НПП «Гомольшанские леса»
- Заседание НТС НПП «Гомольшанские леса» 26 Апреля 2012 г.